# Семюель Ротшильд
Семюель Ротшильд (англ. Samuel Rothschild, 16 жовтня 1899, Садбері — 15 квітня 1987, Садбері) — канадський хокеїст, що грав на позиції крайнього нападника.
Володар Кубка Стенлі.

## Ігрова кар'єра
Хокейну кар'єру розпочав 1924 року виступами за команду «Монреаль Марунс» в НХЛ.
Протягом професійної клубної ігрової кар'єри, що тривала 5 років, захищав кольори команд «Монреаль Марунс», «Піттсбург Пайретс» та «Нью-Йорк Амеріканс».
Загалом провів 104 матчі в НХЛ, включаючи 2 гри плей-оф Кубка Стенлі.
У 1926 році, граючи за команду «Монреаль Марунс», став володарем Кубка Стенлі.

## Статистика
| Сезон        | Клуб                 | Ліга         | Регулярний сезон | Регулярний сезон | Регулярний сезон | Регулярний сезон | Регулярний сезон | Плей-оф | Плей-оф | Плей-оф | Плей-оф | Плей-оф |
| Сезон        | Клуб                 | Ліга         | І                | Г                | П                | О                | ШХ               | І       | Г       | П       | О       | ШХ      |
| ------------ | -------------------- | ------------ | ---------------- | ---------------- | ---------------- | ---------------- | ---------------- | ------- | ------- | ------- | ------- | ------- |
| 1924-25      | «Монреаль Марунс»    | НХЛ          | 27               | 5                | 4                | 9                | 4                | —       | —       | —       | —       | —       |
| 1925-26      | «Монреаль Марунс»    | НХЛ          | 33               | 2                | 1                | 3                | 8                | —       | —       | —       | —       | —       |
| 1926-27      | «Монреаль Марунс»    | НХЛ          | 22               | 1                | 1                | 2                | 8                | 2       | 0       | 0       | 0       | 0       |
| 1927-28      | «Піттсбург Пайретс»  | НХЛ          | 5                | 0                | 0                | 0                | 0                | —       | —       | —       | —       | —       |
| 1927-28      | «Нью-Йорк Амеріканс» | НХЛ          | 15               | 0                | 0                | 0                | 4                | —       | —       | —       | —       | —       |
| Усього в НХЛ | Усього в НХЛ         | Усього в НХЛ | 102              | 8                | 6                | 14               | 24               | 2       | 0       | 0       | 0       | 0       |